# This Love (Pantera)
This Love è un singolo del gruppo musicale statunitense Pantera, il secondo estratto dal loro sesto album in studio Vulgar Display of Power, pubblicato nel 1992.

## Descrizione
La canzone presenta notevoli variazioni di ritmo, passando da tratti velocissimi a pezzi lenti e a voce sussurrata.
Il brano verrà inoltre campionato ed usato come parte della colonna sonora del videogioco Doom II: Hell on Earth.

## Tracce
CD
1. This Love (AOR version)
2. This Love (Video version)
3. This Love (LP version)